# 蚤蝽
蚤蝽（学名：Helotrephes formosanus），又名蚤椿象，为蚤蝽科蚤蝽屬下的一个种。其种加词“formosanus”意为“台湾的”。